# 대지의 성좌
"대지의 성좌"는 1963년 공개된 대한민국의 영화이다.

## 배역
- 최무룡
- 김지미
- 김동원
- 이민자